# Phytolacca americana
Phytolacca americana L. è una pianta appartenente alla famiglia Phytolaccaceae. Si è diffusa come infestante lungo i bordi di strade, recinzioni, argini.
Tutte le parti della pianta risultano tossiche per l'uomo e gli animali domestici. I bambini sono coloro che vengono più frequentemente avvelenati dopo averne consumato le bacche. Sono noti casi in cui anche solo poche bacche sono risultate fatali. L'intossicazione si manifesta in genere 6 ore dopo l'ingestione: occorre rivolgersi immediatamente a un centro antiveleni. In primavera e ad inizio estate, germogli e foglie sono edibili previa cottura, ma con la crescita della pianta diventano anch'essi tossic., in quanto la pianta sviluppa saponine e ossalati che si accumulano in particolar modo nella radice.

## Distribuzione e habitat
Proviene dagli Stati Uniti e dall'est del Canada.

## Varietà
Sono note le seguenti varietà:
- Phytolacca americana var. americana
- Phytolacca americana var. rigida (Small) D.B.Caulkins & R.E.Wyatt